# Gare de Port-Sec-du-Kertoff
La gare de Port-Sec-du-Kertoff est une gare ferroviaire française (fermée) de la ligne de Laveline-devant-Bruyères à Gérardmer, située sur le territoire de la commune de Gérardmer, dans le département des Vosges, en région Grand Est.

## Situation ferroviaire
Établie à 605 mètres d'altitude, la gare de Port-Sec-du-Kertoff est située au point kilométrique (PK) 12,8 de la ligne de Laveline-devant-Bruyères à Gérardmer (non exploitée), entre les gares de Granges et de Kichompré (fermée).

## Service des voyageurs
Gare fermée.